# مردم تلوگو
مردم تلوگو یا تلوگو وارو یک گروه قومی دراویدی است که زبان مادریشان تلوگویی است و اجدادشان در ایالت‌های آندرا پرادش و تلانگانای هند زندگی می‌کردند.